# 다윗과 밧세바 (영화)
《다윗과 밧세바》(영어: David And Bathsheba)는 1951년 8월에 개봉한 미국의 로맨스, 역사, 드라마, 종교, 기독교 영화이다. 헨리 킹이 감독을 필립 던이 각본을 맡았다. 성경 사무엘기 하권을 바탕으로 하며, 전남편 유리아가 죽은 후 다윗왕에게 개가하여 솔로몬을 낳은 밧세바의 이야기이다. 미국에선 1951년 8월 10일, 서독에선 1952년 2월 19일, 프랑스에선 1952년 5월 21일에 개봉되었다. 개봉년도 미국에서 가장 흥행한 영화 중 하나다.

## 줄거리
법궤를 가져오던 군인이 죽자 예언자 나단은 이를 신의 뜻이라 말한다. 다윗은 유리아의 아내 밧세바와 불륜해 모세의 율법을 어긴다. 이후 국민의 원성과 개인적 불행이 잇따른다.

## 출연진

### 주연
- 그레고리 펙 - 데이비드(다윗) 역
- 수전 헤이워드 - 배스시버(밧세바) 역
- 레이먼드 매시 - 네이선(나단) 역
- 키런 무어 - 유라이어(유리아) 역

### 조연
- 제임스 로버트슨 저스티스 - 애버샤이(아비사이) 역
- 제인 메도스 - 미헐(미갈) 역
- 존 서턴 - 아이라(이라) 역
- 데니스 호이 - 조앱(요압) 역
- 프랜시스 X. 부시먼 - 사울 역
- 자니 덩컨
- 럼스던 헤어
- 홈스 허버트
- 테디 인퍼
- 숀 맥클로리
- 셰퍼드 멩컨
- 데이비드 뉴얼
- 폴 뉴랜
- 윌리엄 세번
- 그웬 버든
- 조지 주코